# Île de l'Ouest
Île de l'Ouest je francuski otok u otočju Kerguelen. Nalazi se zapadno od Grande Terre u produžetku poluotoka Lacs, u podnožju ledenjaka Cook. Ima dva zaljeva: zaljev Noroît na sjeveru i zaljev Bretonne na jugu.
Od Grande Terre ga dijeli tjesnac détroit de la Marianne (Marijanski tjesnac). Najviša točka je planina Pic Philippe d'Orléans, na 617 metara.